# Preußisch Oldendorf (Stadtteil)
Preußisch Oldendorf ist ein Stadtteil der gleichnamigen Stadt im nordrhein-westfälischen Kreis Minden-Lübbecke.  Mit 3360 Einwohnern ist es der zweitgrößte Stadtteil.
Bis zum 31. Dezember 1972 war Preußisch Oldendorf eine selbstständige Stadt im Amt Oldendorf (Kreis Lübbecke), deren Verwaltungssitz Preußisch Oldendorf war. 